# Черна гора (област Перник)
Вижте пояснителната страница за други значения на Черна гора.
Черна гора е село в Западна България. То се намира в Община Перник, област Перник.

## География
Село Черна гора е разположено в подножието на планината Черна гора.

## История
Селището е създадено чрез отделяне на квартал Черна гора от град Батановци съгласно член 6 от Закона за административно-териториални промени в страната от 12.08.1991 г. (обн., ДВ, бр. 69 от 22.08.1991).

## Галерия
- Кметството и Читалището
- Паметник на загиналите за Свободата на България